# Trøndersk
Trøndersk – dialekt języka norweskiego używany w Norwegii w rejonie Trøndelag (stolica regionu: Trondheim). 
Dialekt ten charakteryzuje się odmiennym zasobem słownym i charakterystyczną wymową. Często występuje opuszczanie końcówek lub skracanie wyrazów, np. 'det blæs' zamiast 'det blåser' (wieje), 'å finn' zamiast 'å finne' (znaleźć), czy sztandarowe 'Æ e i 'A', æ og' zamiast 'Jeg er i 'A', jeg også' (ja też jestem w 'A').